# NGC 200
NGC 200 è una galassia a spirale barrata situata nella costellazione dei Pesci a una distanza di circa 231 milioni di anni luce dal Sistema solare.

## Descrizione
La galassia ha una classe di luminosità II-III e presenta una larga riga a 21 cm dell'idrogeno neutro.

## Scoperta
NGC 200 è stata scoperta il 25 dicembre 1790 dall'astronomo britannico di origine tedesca William Herschel.

## Gruppo di NGC 182
NGC 200 e le galassie NGC 182, NGC 194 e NGC 198 considerate assieme, formano il gruppo di NGC 182.